# Besnyő
Besnyő là một thị trấn thuộc hạt Fejér, Hungary. Thị trấn này có diện tích 44,64 km², dân số năm 2010 là 1814 người, mật độ 41 người/km².